# آپانور
آپانور (انگلیسی: Uponor) شرکت مصالح ساختمانی فنلاندی است، که در سال ۱۹۱۸ تأسیس شد.